# メタルハライドランプ

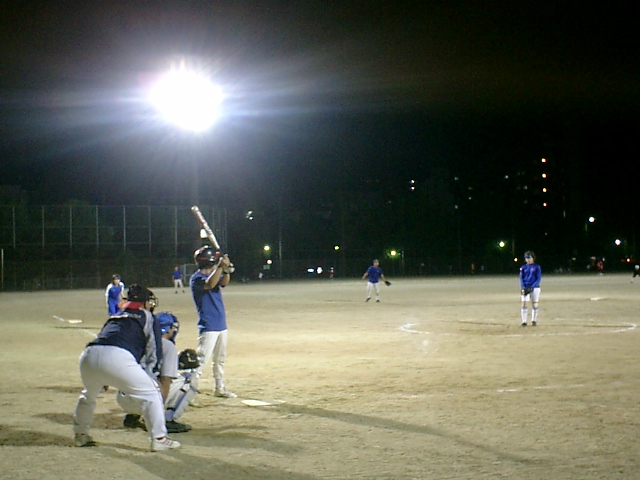
メタルハライドランプによる照明

メタルハライドランプ（英語：metal halide lamp）とは、水銀とハロゲン化金属（メタルハライド）の混合蒸気中のアーク放電による発光を利用した高輝度、省電力、長寿命のランプのこと。略称としてメタハラなどと呼ばれる場合もある。

## 構造・特徴
一般にハロゲン化金属にはヨウ化ナトリウムやヨウ化スカンジウムが用いられる。基本的な構造は水銀灯と同一であるため、水銀灯の一種とみなすこともある。
金属元素の電子遷移による発光を利用し、水銀灯の演色性を改善したもの。封入するハロゲン化合物の種類・比率により色温度を調整することができるため、水銀灯やナトリウムランプ等ほかのHIDランプよりも演色性に優れている。ランプ寿命期において青緑色に変色発光をするため、「緑色信号灯と誤認しやすい」という理由で、近年では道路照明灯への採用を敬遠する省庁が多い。
金属の単体は高温・高圧下では発光管の素材である石英ガラスと化学反応を起こすため、反応しにくいハロゲン化合物が用いられる。発光管内には始動補助用にアルゴンガスやネオンガス、蒸気圧の調整のために水銀も封入されている。
発光管の素材として浸食されやすい石英ガラスの替わりに透光性セラミックが用いられるものがあり、その場合はセラミックメタルハライドランプと呼ぶ。高圧ナトリウムランプほどではないが、従来のメタルハライドランプよりも優れた省電力・長寿命を実現しており、寿命期の変色発光についても改善されているため、再び道路照明灯への採用も期待されている。
水銀灯同様、電源には専用の安定器が必要であるが、水銀灯用の安定器が使用できるように調整した製品が多いため、水銀灯の代替製品として使用されることが多い。

## 利用

### 大規模建築物
高輝度で効率もよいので、大規模な商業施設や高層ビルなどの吹き抜け部分、室内アトリウムのベース照明等に用いられる場合が多い。高さのある天井から床面を直接照らすことができ、太陽光のような雰囲気を作ることもできる。
また、比較的に寿命も長いので、メンテナンス作業を省力化したい場所にも用いられる。

### 土木施設
高速道路のトンネルでは、排ガスや塵などの影響を受けにくいために光が通りやすく、水銀ランプと比べて消費電力が2分の1から3分の1程度と経済的で寿命が長いといった特徴があることから、オレンジ色の光を発光するランプ（ナトリウムランプ）が多く採用されていた。しかし、オレンジ色ゆえに赤色が黒っぽく見えてしまう欠点があった。そのため、発光色が白く色の判別も容易で、より自然な色の見え方に近くなる蛍光ランプにおいて、低圧ナトリウムランプと同程度の省エネルギー性及び配光特性を得ることが技術的に可能となったことから、新名神高速道路の甲南トンネルと金勝山トンネルには片側照明方式で用いられている。

### アクアリウム
アクアリウム（観賞魚）の専門家・ハイアマチュアが水草水槽用、サンゴ水槽用（特にベルリン式やモナコ式などのナチュラルリーフ水槽）に使用することもある。
アクアリウムへの導入は1970年代後半で、西ドイツのDupla社によるものであった。蛍光灯などの一般的な水槽照明器具よりも高価であるが、高い光量を要求する光合成生物の飼育に有効であるほか、蛍光灯よりも光束が揃っているために水面よりもずっと高いところから照射可能で、いわゆるオープンアクアリウムを楽しむことができる。欠点としては発熱が大きく水温の上昇を招くため、水槽用クーラーとの併用が推奨される。また、光量が大きすぎるために生物が日焼けすることもある。深場に棲息する魚類の飼育水槽で用いると色が退色・黒色化することもあるし、サンゴなどでは白化を招くこともある。逆に、適度な色温度と光量、照射高度を選択することで、サンゴなどの色彩が濃く美しくなる現象も知られている（色揚げ）。

### テラリウム
爬虫類のような日光浴により体温維持及び紫外線を必要とする生き物の飼育に、高照度かつ紫外線量の豊富さから用いられている。従来だと蛍光灯タイプの紫外線灯にレフ球による赤外線によるバスキングが一般的だったが、メタルハライドランプなら1台で済む。高照度で色揚げや活発化につながるため、マニアの間では好んで使用されている。

### プラネタリウム
プラネタリウムでは、投影機内部に設置する恒星電球として、特に最近の機種において従来のハロゲンランプに代わって使用される事例が多い。ハロゲンランプと比較して色温度が高いため、使用すると白色または若干青みがかった白色の星像になる。

### スポーツ競技施設
サッカーや野球等の競技施設におけるナイター用の照明、ゴルフ場やダーツ等の娯楽施設の夜間営業用の照明に用いられる。ただ、現状では横浜スタジアムや福岡 ヤフオク!ドームのように高輝度LEDへと取り替える動きも出てきている。
水銀灯と比べるとイニシャルコストが高いという一面もあるため、国立代々木競技場のように水銀灯とメタルハライドランプを併用（状況に応じて切り替えて使用）している例もある。

### 漁業
集魚灯に用いられる。日本ではイカ漁やサンマ漁などが多いが、サンマ漁では2008年ごろからLED照明への置き換えが進んでいる。イカ漁では2010年現在、主流である。